# Functionele groep
In de organische scheikunde zijn functionele groepen onderdelen van moleculen met een structureel motief, herkenbaar aan de vaste elementen-samenstelling en de covalente bindingen. Het geheel van functionele groepen is grotendeels verantwoordelijk voor de reactiviteit van de molecule.
Organische stoffen zijn in het algemeen opgebouwd uit een koolstofketen waaraan waterstofatomen gebonden zijn. Behalve waterstofatomen kunnen ook andere atomen of atoomgroepen aan de koolstofketen gehecht zijn. Deze atomen of atoomgroepen worden substituenten of functionele groepen genoemd en vormen het reactieve deel van de molecule.
Het combineren van de namen van alle functionele groepen met de namen van de dragende alkaanmoleculen geeft een krachtige nomenclatuur voor organische chemische verbindingen.

## Tabel van veel voorkomende functionele groepen

### Koolwaterstoffen
| Naam       | Formule                                           | Structurele formule | Voorvoegsel                                                                                                | Achtervoegsel |
| ---------- | ------------------------------------------------- | ------------------- | --- | ------------- |
| Alkylgroep | R-CnH2n+1 (n = aantal koolstofatomen in de groep) |                     | methyl- ethyl-, propyl-, butyl-, pentyl-, hexyl-, heptyl-, octyl-, nonyl-, decyl-, undecyl-, dodecyl-, ... |               |
| Alkeen     | R-CH=CH-R'                                        | Alkeen              | vervang aan in de naam door een: ethaan/etheen, propaan/propeen, butaan/buteen, enz.                       | -een          |
| Alkyn      | R-C≡C-R'                                          | Alkyn               | vervang aan in de naam door yn: ethaan/ethyn, propaan/propyn, butaan/butyn, enz.                           | -yn           |
| Fenylgroep | R-C6H5                                            | Fenyl               | |               |

### Groepen met zuurstof
| Naam       | Formule          | Structurele formule | Voorvoegsel                                                                    | Achtervoegsel |
| ---------- | ---------------- | ------------------- | ------------------------------------------------------------------------------ | ------------- |
| Alcohol    | R-OH             | Alcohol             | hydroxy-                                                                       | -ol           |
| Ether      | R-O-R'           | Ether               | krijgt de naam van de twee vormende alcoholen: alkylalkylether of alkoxyalkaan | -oxy          |
| Aldehyde   | R-C(=O)H         | Aldehyde            | oxo- of formyl-                                                                | -al           |
| Keton      | R-CO-R'          | Keton               | oxo-                                                                           | -on           |
| Diketon    | R-CO-CO-R'       |                     |                                                                                | -dion         |
| Carbonzuur | R-C(=O)OH        | Carbonzuur          | carboxy-                                                                       | -zuur         |
| Ester      | R-C(=O)O-R'      | Ester               | krijgt de naam van de vormende alcohol en het zuur: alkylalkanoaat             |               |
| Anhydride  | R-C(=O)-O-(O=)-R | Anhydride           |                                                                                | -anhydride    |

### Groepen met stikstof
| Naam      | Formule         | Structurele formule | Voorvoegsel    | Achtervoegsel |
| --------- | --------------- | ------------------- | -------------- | ------------- |
| Nitril    | R-C≡N           | Nitril              | cyaan-         | -nitril       |
| Amine     | R-NH2           | Amine               | amino-         | -amine        |
| Amide     | R-C(=O)N(-H)-R' | Amide               | carbamoyl      | -amide        |
| Azogroep  | R-N=N-R'        | Azogroep            |                |               |
| Isonitril | R-N+≡C−         |                     | alkylisonitril |               |
| Iminen    | RR'C=NH         | Iminen              | imino-         | -imine        |

### Groepen met halogenen
| Naam                | Formule | Structurele formule | Voorvoegsel    | Achtervoegsel |
| ------------------- | ------- | ------------------- | -------------- | ------------- |
| Bromide             | R-Br    |                     | broom          | nvt           |
| Dibromide           | Br-R-Br |                     | dibroom        | nvt           |
| Chloride            | R-Cl    |                     | chloor         | nvt           |
| Fluoride            | R-F     |                     | fluor          | nvt           |
| Trifluormethylgroep | R-CF3   |                     | trifluormethyl | nvt           |
| Jodide              | R-I     |                     | jood           | nvt           |

### Groepen met fosfor en zwavel
| Naam           | Formule       | Structurele formule | Voorvoegsel         | Achtervoegsel |
| -------------- | ------------- | ------------------- | ------------------- | ------------- |
| Isothiocyanaat | R-N=C=S       | Isothiocyanaat      | alkylisothiocyanaat |               |
| Fosfodi-ester  | R-OP(=O)2O-R' | Fosfodi-ester       |                     |               |
| Pyridylgroep   | R-C5H4N       |                     |                     |               |
| Thio-ether     | R-S-R'        | Thio-ether          |                     |               |
| Thiolen        | R-SH          | Thiol               | mercapto-           | -thiol        |
| Sulfonzuren    | R-SO3H        | Sulfonzuren         | sulfo-              | -sulfonzuur   |